# Diamond Dogs
| 전문가 평가                   | 전문가 평가 |
| 평가 점수                     | 평가 점수   |
| 출처                          | 점수        |
| ----------------------------- | ----------- |
| AllMusic                      | [ 2 ]       |
| Blender                       | [ 3 ]       |
| Chicago Tribune               | [ 4 ]       |
| Creem                         | C+          |
| Encyclopedia of Popular Music | [ 6 ]       |
| Pitchfork                     | 9.0/10      |
| Q                             | [ 8 ]       |
| Rolling Stone                 | [ 9 ]       |
| The Rolling Stone Album Guide | [ 10 ]      |
| Select                        | 5/5         |

《Diamond Dogs》는 1974년 5월 24일, RCA 레코드에 의해 발매된 영국의 싱어송라이터 데이비드 보위의 여덟 번째 스튜디오 음반이다. 신학적으로는 조지 오웰의 소설 《1984년》과 보위 자신의 글램을 주제로 한 종말론 이후의 세계에 대한 비전의 결혼이었다. 보위는 1973년 음반 《Pin Ups》의 세션을 마친 후 오웰의 책을 연극적으로 제작하기를 원했고 자료를 쓰기 시작했으나, 작가의 재산은 이 권리를 부인했다. 이 곡들은 《Diamond Dogs》의 후반부로 이어졌고, 그 대신에 제목이 가리킨 것처럼 《1984년》의 주제가 두드러졌다. 이 음반은 역사상 가장 위대한 음반 1000장 중 995위(3위, 2000년)에, NME 역사상 가장 위대한 음반 500장 중 447위에 올랐다.

## 배경
데이비드 보위는 1973년 여름 그의 일곱 번째 스튜디오 음반 《Pin Ups》를 발매했다. 그 당시, 그는 자신의 경력을 어디로 가져가야 할지 확신이 없었다. 지기 스타더스트가 자신을 정의하는 것을 원하지 않았기 때문에, 그는 그의 후원 밴드인 스파이더스 프롬 마스를 해체하고 프로듀서 켄 스콧과 헤어졌다. 전기 작가 데이비드 버클리에 따르면, 스콧의 탈퇴는 보위의 "클래식한 '팝' 시대"에 종지부를 찍었고, 그를 더 실험적인 영역과 "의심할 여지 없이 더 큰 음악적 대담성"으로 이끌었다.

## 곡 목록
모든 곡들은 특별한 언급이 없는 한 데이비드 보위에 의해 작사/작곡하였다.
| #  | 제목                      | 재생 시간 |
| -- | ------------------------- | --------- |
| 1. | 〈Future Legend〉         | 0:58      |
| 2. | 〈Diamond Dogs〉          | 5:56      |
| 3. | 〈Sweet Thing〉           | 3:37      |
| 4. | 〈Candidate〉             | 2:39      |
| 5. | 〈Sweet Thing (Reprise)〉 | 2:31      |
| 6. | 〈Rebel Rebel〉           | 4:30      |

| #  | 제목                                           | 재생 시간 |
| -- | ---------------------------------------------- | --------- |
| 1. | 〈Rock 'n' Roll with Me (보위, 워런 피스)〉    | 3:57      |
| 2. | 〈We Are the Dead〉                            | 4:58      |
| 3. | 〈1984〉                                       | 3:27      |
| 4. | 〈Big Brother〉                                | 3:21      |
| 5. | 〈Chant of the Ever Circling Skeletal Family〉 | 1:58      |

## 인증
| 국가                       | 인증 | 판매량/출하량 |
| -------------------------- | ---- | ------------- |
| 스웨덴 (GLF)               | 골드 | 50,000^       |
| 영국 (BPI) 1999 release    | 골드 | 100,000^      |
| 미국 (RIAA)                | 골드 | 500,000^      |
| 요약                       |      |               |
| 전 세계                    | —    | 3,800,000     |
| ^출하량을 기반으로 한 인증 |      |               |